# جورج كوتسياس
جورج كوتسياس (مواليد 8 فبراير 2004) هو لاعب كرة قدم يوناني يلعب كمهاجم في نادي باوك.

## وصلات خارجية
- جورج كوتسياس على موقع الدوري الأمريكي (الإنجليزية)
- جورج كوتسياس على موقع قاعدة بيانات كرة القدم.إي يو (الإنجليزية)
- جورج كوتسياس على موقع Soccerway.com (الإنجليزية)
- جورج كوتسياس على موقع عالم كرة القدم.نت (الإنجليزية)